# Premi Platino a la millor minisèrie o telesèrie cinematogràfica iberoamericana
El Premi Platino a la millor minisèrie o telesèrie cinematogràfica iberoamericana és un dels premis al mèrit atorgats per Entitat de Gestió de Drets dels Productors Audiovisuals i Federació Iberoamericana de Productors Cinematogràfics i Audiovisuals. Poden optar a aquesta categoria aquelles sèries o minisèries o telesèries de ficció o documental amb un mínim de 3 episodis i màxim de 26 per temporada de producció iberoamericana i tall cinematogràfic. El primer episodi de la minisèrie o teleserie ha d'haver-se emès en l'any en que s'atorga el premi.
Els productors, per poder rebre aquest premi, han de comptar amb el corresponent crèdit en els títols de crèdit, com a productor/a.".

## Guanyadors i finalistes
Indica la pel·lícula guanyadora en cada edició.

### 2010s
| Edició                             | Minisèrie o telesèrie          | País(os) de producció | Ref.  |
| ---------------------------------- | ------------------------------ | --------------------- | ----- |
| 2017 IV edició dels Premis Platino | Cuatro estaciones en La Habana | Cuba, Espanya         | [ 2 ] |
| 2017 IV edició dels Premis Platino | Bala loca                      | Xile                  | [ 3 ] |
| 2017 IV edició dels Premis Platino | El marginal                    | Argentina             | [ 3 ] |
| 2017 IV edició dels Premis Platino | El Ministerio del Tiempo       | Espanya               | [ 3 ] |
| 2017 IV edició dels Premis Platino | Velvet                         | Espanya               | [ 3 ] |
| 2017 IV edició dels Premis Platino | La niña                        | Colòmbia              | [ 3 ] |
| 2018 V edició dels Premis Platino  | El Ministerio del Tiempo       | Espanya               | [ 4 ] |
| 2018 V edició dels Premis Platino  | El maestro                     | Argentina             | [ 5 ] |
| 2018 V edició dels Premis Platino  | Las chicas del cable           | Espanya               | [ 5 ] |
| 2018 V edició dels Premis Platino  | Velvet Colección               | Espanya               | [ 5 ] |
| 2018 V edició dels Premis Platino  | Un gallo para Esculapio        | Argentina             | [ 5 ] |
| 2019 VI edició dels Premis Platino | Arde Madrid                    | Espanya               | [ 6 ] |
| 2019 VI edició dels Premis Platino | El marginal                    | Argentina             | [ 7 ] |
| 2019 VI edició dels Premis Platino | La casa de las flores          | Mèxic                 | [ 7 ] |
| 2019 VI edició dels Premis Platino | Narcos: Mexico                 | Mèxic                 | [ 7 ] |

### 2020s
| Edició                               | Minisèrie o telesèrie   | País(os) de producció | Ref.   |
| ------------------------------------ | ----------------------- | --------------------- | ------ |
| 2020 VII edició dels Premis Platino  | La casa de papel        | Espanya               | [ 8 ]  |
| 2020 VII edició dels Premis Platino  | Distrito salvaje        | Colòmbia              | [ 8 ]  |
| 2020 VII edició dels Premis Platino  | El marginal             | Argentina             | [ 8 ]  |
| 2020 VII edició dels Premis Platino  | Monzón                  | Argentina             | [ 8 ]  |
| 2021 VIII edició dels Premis Platino | Patria                  | Espanya               | [ 9 ]  |
| 2021 VIII edició dels Premis Platino | Alguien tiene que morir | Mèxic                 |        |
| 2021 VIII edició dels Premis Platino | Antidisturbios          | Espanya               |        |
| 2021 VIII edició dels Premis Platino | El robo del siglo       | Colòmbia              |        |
| 2022 IX edició dels Premis Platino   | El reino                | Argentina             | [ 10 ] |
| 2022 IX edició dels Premis Platino   | Isabel                  | Xile                  | [ 11 ] |
| 2022 IX edició dels Premis Platino   | Luis Miguel: la serie   | Mèxic                 | [ 11 ] |
| 2022 IX edició dels Premis Platino   | Narcos: Mexico          | Mèxic                 | [ 11 ] |